# Казахстанська федерація хокею із шайбою
Казахстанська федерація хокею із шайбою (рос. Казахстанская федерация хоккея с шайбой) — організація, яка займається проведенням на території Казахстану змагань з хокею із шайбою. Заснована у 1992 році, член ІІХФ з 6 травня 1992 року. У країні 11 клубів, 3,108 гравців (700 із них — дорослі), 8 палаців спорту і 12 відкритих майданчиків із штучним льодом. Найбільші зали: Усть-Каменогорськ (Палац спорту — 5000 місць), Караганда («Октябрський» — 3200 місць).
Найкращі клуби Казахстану «Торпедо» (Усть-Каменогорськ), «Барис» (Астана) і «Автомобіліст» (Караганда) виступали у чемпіонатах СРСР, потім у турнірах МХЛ. «Барис» (Астана) виступає у Континентальній хокейній лізі.
Самостійний чемпіонат Казахстану проводиться з сезону 1992—93 років. У чемпіонатах беруть участь зазвичай 10 команд. Наййчастіше титул чемпіона здобував «Торпедо» (Усть-Каменогорськ) — 14 разів.
Збірна Казахстану перший міжнародний матч провела 6 листопада 1992 року у Мінську зі збірною України і перемогла 5:4.
Найвищі досягнення команди на чемпіонатах світу — 13—16-е місця у групі А у 1998 і 2004, на зимових Олімпійських іграх — 5—8-е місця у 1998. Збірна Казахстану дебютувала на чемпіонаті світу у групі С у 1993, у 1996 посіла 1-е місце у групі С, у 1997 — 2-е місце у групі В і завоювала путівку у групу А.